# Flory Jagoda
Flory Jagoda, nascuda Flora Papo (Sarajevo, Bòsnia i Hercegovina, 21 de desembre de 1923 – Alexandria (Virgínia), 29 de gener de 2021), fou una cantant i guitarrista jueva estatunidenca que cantava en judeocastellà i també música tradicional bosniana.

## Infància i joventut
Flora Papo nasqué a Sarajevo i cresqué entre aquesta ciutat i Vlasenica. Aprengué música amb la seva família materna, els Altaras. Flora fou portada amb papers falsos a l'illa de Korčula, a la costa de Dalmàcia, sota ocupació italiana, on s'hi estigué fins al final de 1943, i després, tots els jueus refugiats a l'illa pogueren escapar-se a Itàlia, acabada d'alliberar, on ella conegué Harry Jagoda, un soldat americà amb qui es casà i després l'acompanyà als Estats Units l'any 1946, com una "núvia de guerra".
La comunitat sefardita de Sarajevo fou gairebé destruïda del tot durant la Segona Guerra Mundial, a partir de l'ocupació alemanya, el 1941.

## Música
Flory Jagoda deia que cada un dels seus quatre primers discos representen una etapa musical diferent de la seva vida. El primer disc, Kantikas Di Mi Nona ("Cançons de la meva àvia"), inclou les cançons que li cantava la seva iaia quan era petita. Després gravà el seu segon disc, Memories of Sarajevo ("Records de Sarajevo"), on explica com era la vida de la comunitat sefardita bosniana abans que fos destruïda. En el tercer disc, La Nona Kanta ("L'àvia canta"), hi recull les cançons que ha escrit per als seus nets.
Amb 80 anys fets, Jagoda declarà que Arvoliko: The Little Tree ("L'arbre petit") seria el seu darrer disc. Aquest arbret, ubicat a Bòsnia, es diu que és l'únic senyal que identifica la fossa comuna dels 42 membres de la seva família materna, els Altaras, assassinats pels nazis.

## Esforços pel judeocastellà
El judeocastellà és una llengua en perill de desaparició, tot i que actualment està tornant a revifar mercès als esforços de diverses comunitats sefardites, especialment a través de la música. Flory Jagoda és considerada una de les cantants que més esforços ha fet en aquest aspecte.
L'any 2002 rebé el premi National Heritage Fellowship a la seva carrera musical per part del National Endowment for the Arts en agraïment pels seus esforços per seguir trametent la tradició de la música en judeocastellà a les noves generacions. Aquest mateix any 2002, Ankica Petrovic feu un documental sobre Flory i la seva vida. Tot i la seva edat avançada, als 80 anys Flory Jagoda encara seguia ensenyant, escrivint i cantant en concerts. El 2006 encara tenia forces per gravar una sèrie de duets amb Ramón Tasat, Kantikas de amor i vida: Sephardic Duets ("Cançons d'amor i vida: duets sefardites").

## Els darrers anys
Amb 90 i tants anys, Jagoda patia demència i ja no va poder seguir cantant. Flory i el seu marit Harry Jagoda tenien quatre fills.

## Discografia
- Kantikas Di Mi Mona
- Memories of Sarajevo
- La Nona Kanta (1992)
- Arvoliko
- Kantikas de amor i vida: Sephardic Duets (2006), duets amb Ramón Tasat.

## Vídeos
- The Key From Spain: The Songs and Stories of Flory Jagoda, una pel·lícula documental d'Ankica Petrovic, 2002.
- Flory's Flame, una pel·lícula documental de Curt Fissel i Ellen Friedland, 2014.